# Raivis Belohvoščiks
Raivis Belohvoščiks, né le 21 janvier 1976 à Riga, est un coureur cycliste letton.

## Biographie
Il devient professionnel en 1999 dans l'équipe Lampre.
Lors de la saison 2000, il participe au Tour de Suisse au mois de juin. Lors de la quatrième étape, un contre-la-montre individuel de trente kilomètre, tracé autour de la ville de Sierre dans le canton de Valais, il roule à plus de 47 km/h de moyenne et remporte l'étape avec moins d'une demi-seconde d'avance sur son dauphin, l'Italien Dario Frigo (Fassa Bortolo) et seize sur le favori de l'étape, l'Allemand Jan Ullrich (Deutsche Telekom). Il abandonne le soir même l'épreuve pour rejoindre sa femme qui venait d'accoucher. Une semaine plus tard, il participe aux championnats de Lettonie sur route. Il termine deuxième de la course en ligne derrière Arvis Piziks puis remporte son premier titre national du contre-la-montre en devançant Dainis Ozols et Andris Spehts.
C'est un spécialiste du contre-la-montre. Il a notamment remporté dix fois le championnat national de la discipline. Il s'est également imposé sur les Trois Jours de La Panne en 2003.

## Palmarès

### Palmarès amateur
- 1995
  - Liège-Bastogne-Liège espoirs
  - 3e du Grand Prix François-Faber
- 1996
  - Liège-Bastogne-Liège espoirs
  - Grand Prix Criquielion
- 1997
  - Grand Prix de Poggiana
  - 5e étape du Tour de la Région wallonne
  - Coppa del Mobilio (en ligne)
  - Coppa del Mobilio (contre-la-montre)
  - 4e du championnat du monde du contre-la-montre espoirs
  - 9e du championnat d'Europe du contre-la-montre espoirs
  - 10e du championnat du monde sur route espoirs

### Palmarès professionnel
- 1999
  - 7e étape du Tour d'Allemagne (contre-la-montre)
  - Grand Prix d'Europe (avec Marco Pinotti)
  - 3e du championnat de Lettonie sur route
  - 4e du championnat du monde du contre-la-montre
- 2000
  -  Champion de Lettonie du contre-la-montre
  - 5e étape du Tour de Suisse (contre-la-montre)
  - 2e du championnat de Lettonie sur route
  - 2e du Grand Prix des Nations
  - 2e du Grand Prix d'Europe (avec Marco Pinotti)
- 2001
  -  Champion de Lettonie du contre-la-montre
  - 4e étape du Tour de Luxembourg (contre-la-montre)
  - 2e du Tour de Luxembourg
  - 3e du championnat de Lettonie sur route
- 2002
  -  Champion de Lettonie sur route
  -  Champion de Lettonie du contre-la-montre
  - 10e du championnat du monde du contre-la-montre
- 2003
  -  Champion de Lettonie du contre-la-montre
  - Trois Jours de La Panne :
    - Classement général
    - 3eb étape (contre-la-montre)
- 2005
  -  Champion de Lettonie du contre-la-montre
- 2006
  -  Champion de Lettonie du contre-la-montre
  - 6e étape du Tour du Japon
  - Chrono des Nations-Les Herbiers-Vendée
- 2007
  -  Champion de Lettonie du contre-la-montre
  - 2e du Chrono des Nations-Les Herbiers-Vendée
- 2008
  -  Champion de Lettonie du contre-la-montre
  - 7e étape de l'Eneco Tour (contre-la-montre)
  - 3e du Chrono des Herbiers
- 2009
  -  Champion de Lettonie du contre-la-montre
- 2010
  -  Champion de Lettonie du contre-la-montre

## Résultats sur les grands tours

### Tour de France
3 participations
- 1999 : abandon (10e étape)
- 2001 : 110e
- 2002 : 118e

### Tour d'Italie
2 participations
- 2007 : 117e
- 2008 : hors délais (16e étape)

## Classements mondiaux
| Année              | 2005 | 2006 | 2007 | 2008 | 2009 | 2010 |
| ------------------ | ---- | ---- | ---- | ---- | ---- | ---- |
| Classement ProTour |      |      |      | 118e |      |      |
| UCI Asia Tour      |      | 169e |      |      |      |      |
| UCI Europe Tour    | 758e | 340e |      |      | 888e | 554e |